# Pin (Haute-Saône)
Pin település Franciaországban, Haute-Saône megyében. Lakosainak száma 731 fő (2022. január 1.). Pin Autoreille, Émagny, Beaumotte-lès-Pin, Courcuire, Gézier-et-Fontenelay, Vregille és Moncley községekkel határos.

## Népesség
A település népességének változása:
| Lakosok száma | 681  | 687  | 694  | 700  | 700  | 699  | 710  | 720  | 731  |
|               | 2013 | 2015 | 2016 | 2017 | 2018 | 2019 | 2020 | 2021 | 2022 |